# Bitva u Vézeronce
Bitva u Vézeronce se odehrála 25. června 524 poblíž Veseruntia v dnešním francouzském departementu Isère mezi Franky a Burgundy. Tato bitva byla součástí invaze Franků do království Burgundů, kterou vyvolali čtyři franští králové, Childebert I., Chlodomer, Chlothar I. a Theuderich I., nástupci franského krále Chlodvíka I.
Bitva se odehrála během druhé válečné výpravy, kdy franští králové Childebert I., Chlodomer, Chlothar I. a Theuderich I. zosnovali válečné tažení proti burgundskému králi Zikmundovi. Protivníci byli v příbuzenském vztahu, protože franští králové, kromě Theudericha byli synové burgundské princezny Chrodechildy, která byla Zikmundovou tetou.

## Bitva
Chlodomer se chtěl zmocnit toho, co zbylo z království Burgundů a tak se na jaře roku 524 se svými jednotkami vydal na druhou válečnou výpravu proti Burgundům. Zajal krále Zikmunda i celou jeho rodinu a v Orleáns 1. května 524 nechal všechny popravit. Lyonu se jeho vojsko zmocnilo bez boje, přičemž se snažilo dostihnout nepřátelské jednotky pod vedením Godomara III., Zikmundova bratra, který před Franky ustupoval k Alpám. Frankové jednotky Burgundů dostihli poblíž současné obce Vézeronce-Curtin, v rozlehlé oblasti rovin. Během bitvy franské jednotky krále Chlodomera rychle získaly převahu a donutily burgundské jednotky k ústupu. Franský král Chlodomer věřil, že se přidá ke skupině franských jezdců, s nimiž se vrhne na nepřátelské válečníky. Jeho záměr se nevydařil a v boji s Burgundy padl. Burgundi jeho sťatou hlavu napíchli na kopí a předali jako krvavou trofej franským válečníkům, kteří složili zbraně.
Dochované zdroje se ve výsledku bitvy neshodují. Řehoř z Tours, který byl franského původu ve své historiografii Historia Francorum píše, že když Frankové viděli Chlodomerovu sťatou hlavu, rozuřili se a Burgundy v bitvě porazili. Proti tomu Agathias z Myriny, historik byzantského císaře Justiniána v Konstantinopoli, připisuje vítězství Burgundům a konečně Marius z Avenches, jen na bitvu a smrt krále poukazoval. Po bitvě zůstal Godomar III. králem Burgundů ještě dalších deset let, než království Burgundů definitivně podlehlo útokům franských králů. O několik let později bratři Chlodomera, Chlothar a Childebert I. zavraždili dva syny Chlodomera a království Burgundů si rozdělili mezi sebe.

## Přilba z Vézeronce
Na místě zvaném Les Rippes de Pillardin ve městě Vézeronce-Curtin byla v roce 1870 objevená přilba z Vézeronce. Podle archeologů pochází z knížecí hrobky pravděpodobně vztyčené po bitvě u Vézeronce v roce 524.